# Heinz Bigler
Pour les articles homonymes, voir Bigler.
Heinz Bigler est un footballeur suisse né le 21 décembre 1925 et mort le 20 juin 2002. Il évoluait au poste de milieu de terrain. Il a joué pour les Young Boys de Berne et a participé à la coupe du monde 1954.